# 1730.
1730. je četrto desetletje v 18. stoletju med letoma 1730 in 1739. 